# Batalla de Tigranocerta
La batalla de Tigranocerta (armenio: Տիգրանակերտի ճակատամարտ, Tigranakerti tchakatamart) fue un enfrentamiento militar librado el 6 de octubre del 69 a. C. entre las fuerzas de la República romana, dirigidas por el procónsul Lucio Licinio Lúculo, y el ejército del Reino de Armenia, encabezado por su monarca, Tigranes el Grande. El resultado fue la victoria de los romanos y la captura de la capital armenia, Tigranocerta.

## Antecedentes
Las campañas de Tigranes llevaron a la creación de un imperio armenio que se extendía por casi todo Cercano Oriente. Con su suegro y aliado Mitrídates VI de Ponto (padre de su esposa  Cleopatra) asegurando el flanco occidental del imperio, Tigranes pudo conquistar tierras en Partia, Mesopotamia y todo el Levante. Al norte de la actual Siria comenzó a construir una ciudad llamada Tigranakert o Tigranocerta, «Ciudad de Tigranes», en honor a sí mismo, e importó multitud de árabes, griegos y judíos para poblarla. Pronto se convirtió en la sede de su corte y floreció como un gran centro de cultura helenística con teatros, parques y terrenos de caza. El grupo más importante fueron los habitantes de Masaka en Capadocia (Kayseri), quienes fueron forzados a poblar la nueva ciudad cuando Tigranes invadió su país.
Sin embargo, la hegemonía armenia empezó a acabar con las victorias romanas sobre su suegro. La fricción se prolongó por décadas hasta que durante la tercera guerra mitridática, Mitrídates tuvo que buscar refugió con Tigranes. El general romano a cargo de la campaña, Lúculo, envió a su embajador Apio Claudio a Antioquia exigiendo que entregara a su suegro o le declararía la guerra. El rey armenio rechazó las demandas de Claudio y empezó a prepararse para la guerra. 
Lúculo se asombró al escuchar esto en el 70 a. C., y comenzó a preparar su invasión de Armenia. Aunque no tenía ninguna autorización del Senado para tal acto, intentó justificarse al distinguir al rey Tigranes como el enemigo y no a sus súbditos. En el verano del 69 a. C., marchó con sus tropas a través de Capadocia, cruzó el Éufrates y entró en la provincia armenia de Sophene, donde estaba Tigranocerta.

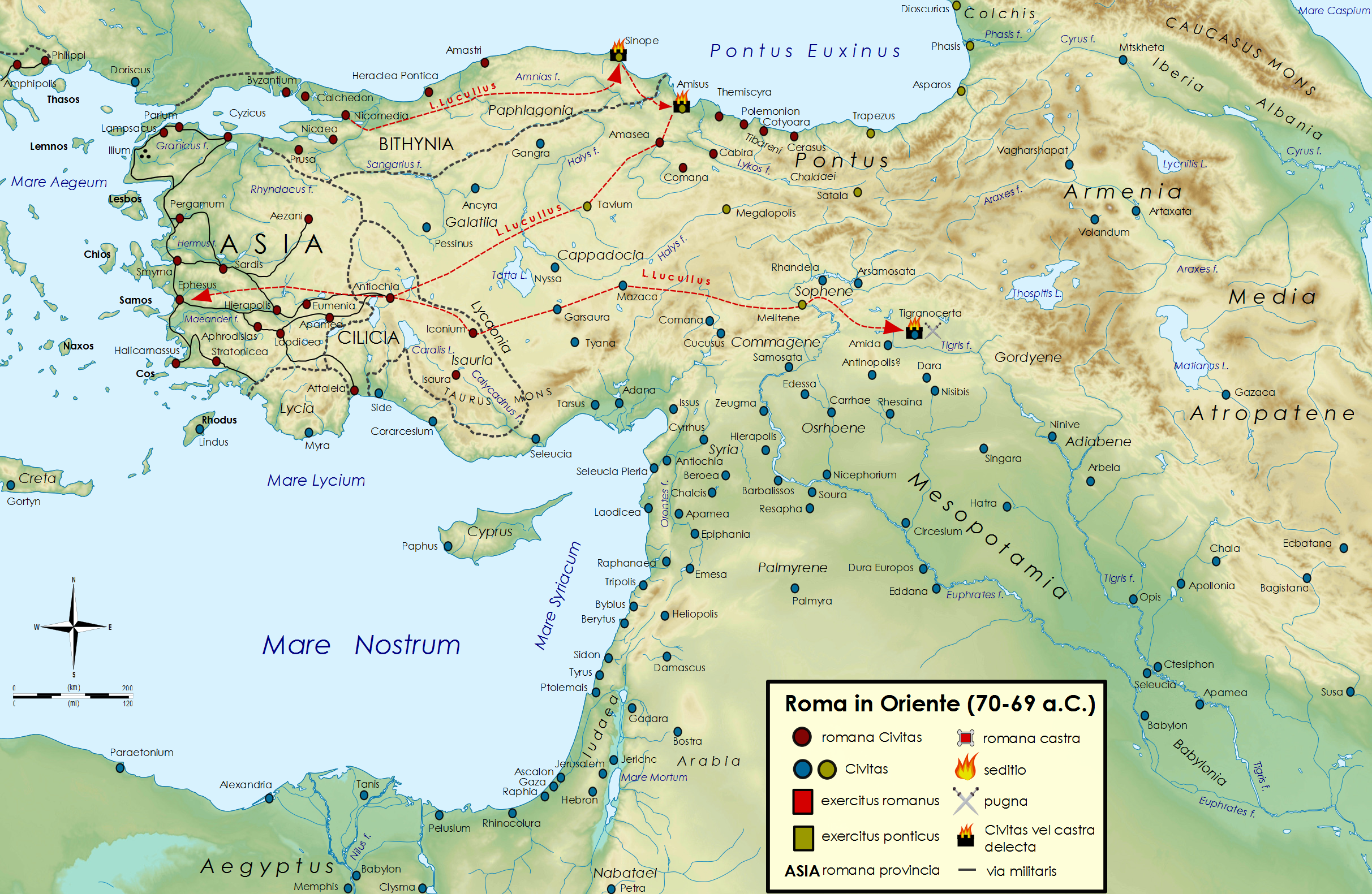
Campaña de Lúculo entre el 70 y 69 a. C.

Tigranes, que residía en Tigranocerta en ese verano, no solo estaba asombrado por el rápido avance de Lúculo en Armenia, sino por el hecho de que se atreviera a invadir su reino en primer lugar. Incapaz de aceptar estos hechos por un tiempo, envió tardíamente a su general Mitrobarzanes con 2000 a 3000 jinetes para detener a los romanos, pero ese contingente fue destrozado por los 1600 soldados de caballería de Lúculo liderados por el legado Sextilio. Al enterarse de la derrota de su general, el rey ordenó la defensa de su capital a Mancaeo y partió a reclutar un ejército en los montes Tauro. Sin embargo, los legados de Lúculo pudieron desbaratar dos destacamentos que acudían en ayuda del rey e incluso localizaron su propio campamento en las montañas. No obstante, Lúculo prefirió no perseguir a Tigranes y aprovechando que no tenía quien lo detuviera, avanzó sobre la capital armenia y le puso sitio.
Tigranocerta aún estaba inconclusa cuando llegaron los romanos pero igualmente estaba fuertemente fortificada, contando con unas paredes gruesas e imponentes de 25 metros de alto. Las máquinas de asedio romanas fueron repelidas gracias al uso de nafta. De ahí que un erudito afirme que fue «quizás el primer uso de guerra química en el mundo».
Sin embargo, la lealtad de la población no era muy fuerte. Tigranes había sacado a muchos de sus hogares originales a la fuerza para llevarlos a su capital. Desde una colina, cuando aparecieron, Tigranes y su ejército pudieron ver como los habitantes daban vítores a las legiones romanas.

## Fuerzas enfrentadas

### Romanos
Apiano afirma que Lúculo embarco en Roma con solo una legión que había reclutado por cuenta propia en Italia y al entrar en Asia Menor se le sumaron otras cuatro, dos de ellas habían servido con Cayo Flavio Fimbria en la primera guerra mitridática y las otras eran unidades que ya estaban sirviendo en la zona. Aunque se pueda suponer que las dos últimas legiones eran aportadas por el gobernador provincial Marco Aurelio Cota, tanto Plutarco como Apiano dan a entender que esas legiones se unieron a Lúculo antes que libera a Cota de su asedio en Calcedonia. Así que probablemente eran reclutas gálatas o griegos, no ciudadanos romanos, pues tras las Vísperas asiáticas quedaban muy pocos en la región. Se sabe que el tetrarca Deyótaro de Capadocia luchó por su cuenta contra Mitrídates y le aportó 30 000 porteadores a Lúculo. Quizás pudo haber reclutado él esas legiones.
Después de su rescate, Cota abría aportado probablemente un par de legiones más al ejército proconsular (tamaño usual de una guarnición provincial romana) sumando un total de siete legiones a las órdenes de Lúculo, aunque las de Cota estarían muy desgastadas tras sufrir unas 4000 bajas en el asedio. Así, al momento de levantar el sitio de Cícico el procónsul tenía 30 000 infantes y 1600 a 2500 jinetes. Quizás dos tercios de esa infantería fuera de legionarios. También recuérdese que las tropas auxiliares, especialmente arqueros y honderos, eran de origen local. Era una norma de la época, que una región aliada debía elegir entre aportar hombres o suministros. Es posible que hubiera también arqueros pónticos porque el hijo de Mitrídates, Macares, se había proclamado aliado de Roma antes de la invasión de Armenia. Posteriormente, Lúculo se desprendió de unas diez cohortes que mandó ocupar Ponto cuando Mitrídates huyó.
Apiano dice que el procónsul invadió Armenia con dos legiones y 500 hombres de caballería. Plutarco dice en su Vida de Lúculo que eran 12 000 legionarios y menos de 3000 jinetes, aunque en sus Dichos de los romanos los reduce a 10 000 tropas a pie y 1000 montados. Frontino habla de menos de 15 000 y Eutropio de 18 000. El patriarca de Constantinopla del siglo IX, Focio, da una cifra mucho más realista: tres legiones. Por ello, el historiador británico Adrian Sherwin-White calculaba la fuerza de Lúculo al comenzar la campaña en 12 000 legionarios veteranos (3 legiones) y 4000 jinetes e infantes ligeros gálatas, tracios y bitinios, Pero historiadores posteriores como Luke Ueda-Sarson creen que las fuentes dan cifras demasiado pequeñas para emprender tal campaña. Téngase en cuenta que durante la batalla, Lúculo mandó al legado Lucio Licinio Murena seguir con el asedio de Ámiso con una o dos legiones, fuerza que obviamente no participó del combate.
Eso reduce aún más las fuerzas disponibles en la batalla. Plutarco afirma, que el procónsul se dirigió a la batalla misma con apenas 24 cohortes equivalentes a 10 000 legionarios y 1000 jinetes, arqueros y honderos. Ueda-Sarson señala que no concuerda con los números indicados para el inicio de la campaña y los que dejó con Murena asediando. Por eso el armenio Ruben Manaseryan cree que eran unos 40 000 en total, divididos en 24 000 legionarios, 3300 jinetes romanos y 10 000 infantes bitinios y caballería gálata o tracia. La estadounidense Adrienne Mayor sostiene que las cifras de quince o veinte millares de romanos son una minimización de los cronistas antiguos, considerando que debían ser 30 000 en realidad.

### Armenios
Tigranes contaba con una clara superioridad numérica. De acuerdo a Apiano, disponía de un ejército de 250 000 infantes y 50 000 jinetes. Mientras Plutarco, en sus dichos dice que eran 150 000 en total, pero en su biografía del procónsul, habla de 150 000 infantes pesados, 20 000 honderos y arqueros, 55 000 hombres de caballería, de los que 17 000 serían catafractas, y 35 000 auxiliares no combatientes traídos para hacer parecer aún más grande al ejército armenio. Esto último sería algo totalmente innecesario según autores modernos, pues de ser ciertas las cifras el ejército de Tigranes ya contaba con una amplia ventaja numérica contando sólo a la infantería, por dar un ejemplo. Eutropio afirma que eran 600 000 catafractas y 100 000 arqueros y otras tropas. También dice que Tigranes contaba con una amplia superioridad y que afirmó al ver al ejército romano: «si vienen como embajadores, son muchos, si vienen como soldados, muy pocos», aunque se duda de la veracidad de tal frase. Memnón cree que eran alrededor de 80 000 armenios, sin contar los 10 000 jinetes que se habían cedido a Mitrídates VI para reconquistar Ponto. Floro no da números pero si indica que además de armenios, muchos guerreros de Cólquida, Iberia y Albania se sumaron a la hueste. Todos estos cómputos parecen tener su origen en los informes que Lúculo envió al Senado, así que esos números están ampliamente exagerados.
La cifra más moderada y realista proviene de Focio, quien asegura que Tigranes concentró una hueste de 40 000 infantes y 30 000 jinetes. El principal problema de esta fuente es que la proporción de caballería es demasiado alta para un ejército de la época, pero explicable teniéndose en cuenta que Armenia era un país que producía una numerosa y hábil caballería. Es seguro que el rey poseía miles de catafractas, formidable caballería pesada blindada con armaduras de malla y armada con lanzas o arcos. Su suegro no estuvo presente en el combate.
El armenio Vahan Kurkjian creía que eran 70 000 a 100 000 efectivos. Su compatriota Manaseryan habla de 80 000 a 100 000 tropas, sólo 20 000 o 25 000 eran armenios, y el resto adiabenianos, corduenianos, iberos y medos. Mayor dice que Tigranes, sin duda, más que duplicaba a la fuerza del procónsul. Kurt Eckhardt da la cifra más baja, 40 000 soldados.

## Batalla
Los dos ejércitos convergieron en el río Batman-Su, al suroeste de la ciudad. El ejército armenio estaba en la orilla este mientras que el romano, tras dejar parte de sus fuerzas para seguir asediando la ciudad, estaba en la orilla occidental. Las fuerzas de Tigranes estaban organizadas en tres cuerpos: las dos alas eran mandadas por reyes vasallos de Tigranes mientras él mismo dirigía su centro, donde estaban las catafractas. El resto de sus tropas estaban frente a una colina, una posición que Lúculo pronto noto. 

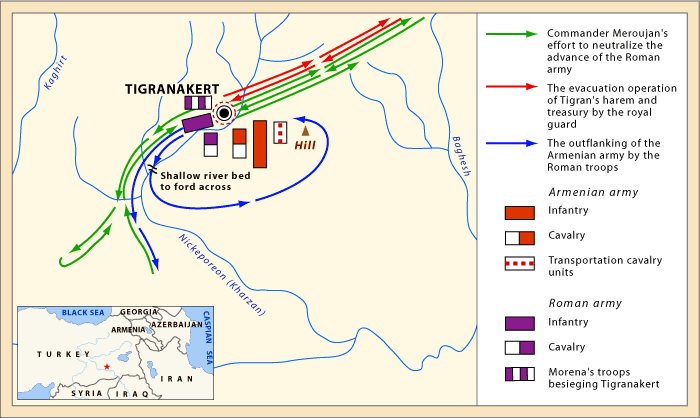
Mapa del desarrollo de la batalla

Inicialmente, las tropas romanas intentaron disuadir al procónsul de dar batalla pues era el 6 de octubre, aniversario de la batalla de Arausio, una terrible derrota romana de décadas atrás. Pero Lúculo hizo caso omiso de las supersticiones de los legionarios y respondió: «En verdad, haré que este día también sea afortunado para los romanos».
Cowan y Hook sugieren que el general habría desplegado a sus legionarios en un simple, es decir, una sola línea que debía ser lo más ancha posible para evitar ser flanqueados por la caballería. Entre tanto, tomó varias unidades para vadear el curso fluvial más abajo, donde era más fácil. Al ver esto, Tigranes creyó que se retiraba del campo de batalla.
Inicialmente Lúculo había decidido cargar con su infantería para minimizar el tiempo de exposición a los arqueros enemigos antes del combate cuerpo a cuerpo. Sin embarco, en el último momento decidió no hacerlo al notar que las catafractas armenias representaban la mayor amenaza para sus hombres, así que ordenó a su caballería gala y tracia cargar contra ellos. 

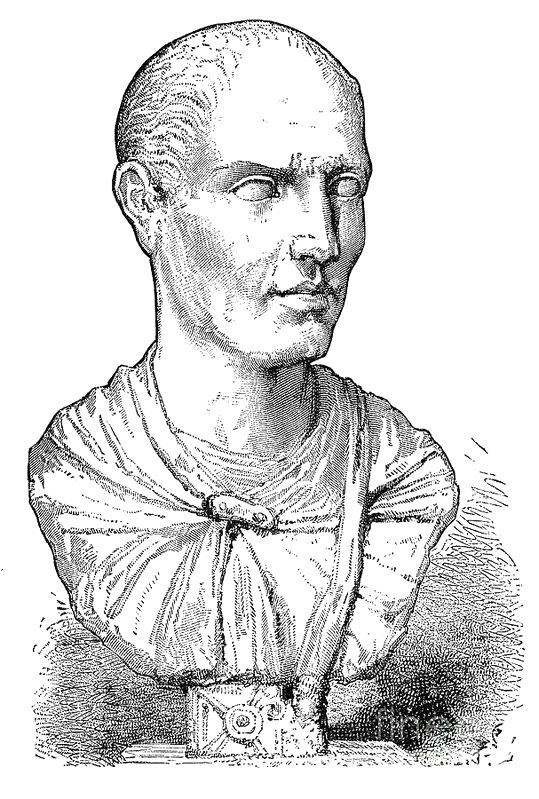
Grabado del busto de Lúculo que actualmente está en el Museo del Hermitage

Con la atención de las catafractas fijada en otro sitio, el procónsul formó dos cohortes en manípulos y les ordenó vadear el río desde el otro lado de la ciudad. Su objetivo era flanquear a los armenios y ubicarse en la colina que estaba en la retaguardia del ejército de Tigranes.
Lúculo dirigió personalmente estas tropas y, al llegar a la cima de la colina, gritó a sus soldados para animarlos: «¡El día es nuestro, el día es nuestro, mis compañeros soldados!». Luego dio instrucciones especiales para atacar las piernas y muslos de los caballos, las únicas partes no blindadas de las monturas de las catafractas. Lúculo cargó hacia abajo junto sus hombres y tomó a las catafractas por sorpresa, quienes entraron en pánico y, buscando refugio, se aplastaron entre sí y sus líneas colapsaron.
La infantería, que se componía principalmente por iberos caucásicos, medos, adiabenianos o corduenianos pero pocos armenios, también se fracturó por la confusión. El rey tomó su tren de equipaje y huyó rápido al norte, al tiempo que toda su línea colapsaba. Sus pérdidas fueron inmensas, estimándose en 10 000 a 100 000 muertos. Las crónicas antiguas varían el número de vencidos muertos. Están los cien mil de Plutarco o los cinco mil de Focio, aunque este último no incluye a la «chusma», es decir, el personal no combatiente que estaba en el campamento armenio y también fue masacrado. Plutarco dice que solo cinco romanos murieron y otros cien fueron heridos, pero es muy poco realista. Cowan y Hook consideran a esas cifras ridículas, pero reconocen que la batalla se ganó con unas bajas proporcionalmente mínimas.

## Consecuencias
Sin ejército para defender la ciudad, la población extranjera de Tigranocerta se rebeló contra los armenios; abrió las puertas y los romanos saquearon el lugar, salvándose las vidas y propiedades de los extranjeros. También se prohibió ultrajar a las esposas de los nobles armenios para ganarse su apoyo. La ciudad fue deconstruida pieza por pieza. El tesoro real, equivalente a 8000 talentos, fue robado y cada soldado recibió 800 dracmas. Tigranocerta fue despoblada poco después, pues el derrotado rey armenio fue forzado a permitir a sus habitantes el retorno a sus hogares, fueran capadocios, cilicios o griegos, por lo que siempre vieron en Lúculo a su liberador.
A pesar de gran número de bajas, la batalla no fue decisiva para la guerra. Tigranes y Mitrídates lograron eludir a los romanos pero fueron nuevamente vencidos en Artaxata. En el 68 a. C. Las legiones de Lúculo amenazaron con amotinarse, anhelando volver a sus casas, y éste se retiró de Armenia al año siguiente.
La batalla es destacada por muchos historiadores por el acierto táctico de Lúculo al superar la inferioridad numérica de su ejército. El filósofo italiano Nicolás Maquiavelo la cita en su libro el Del arte de la guerra para criticar la dependencia de Tigranes en su caballería frente a su infantería. Tras la derrota, el rey empezaría a reorganizar sus unidades y adoptaría formas de combate romanas.

### Clásicas
De las obras antiguas, los libros son citados con números romanos y capítulos y/o párrafos con indios.
- Apiano. Guerras mitridáticas. Libro XII de Historia Romana. Digitalizado en Perseus. Basado en obra de 1899, Nueva York, editorial The MacMillan Company, traducción latín-inglés por Horace White.
- Dion Casio. Historia romana. Libro XXXVI. Digitalizado por UChicago. Basado en el volumen 3 de edición de Loeb Classical Library, traducción griego antiguo-inglés por Earnest Cary, 1914.
- Estrabón. Geografía. Libro XII. Digitalizado por Perseus. Basado en edición y traducción griego antiguo-inglés por H. C. Hamilton & W. Falconer, Londres: George Bell & Sons, 1903.
- Flavio Eutropio. Compendio de historia romana. Libro VI. Digitalizado por Forum Romanum. Basado en traducción latín-inglés y notas por John Selby Watson, Londres: Henry G. Bohn, 1853. En latín en The Latin Library.
- Focio. Biblioteca. Digitalizado por Tertullian. Basado en traducción griego antiguo-inglés por Roger Pearse, Ipswich, 2002.
- Lucio Aneo Floro. Epítome. Digitalizado en inglés por Bill Mayer en UChicago. Véase Libro I. Basado en la obra de 1924, por la Loeb Classical Library, traducción latín-inglés y edición por E. S. Forster. Por fechas, véase también versión digitalizada en 2003 por Livius. Basada en The Latin Library corregida con la edición de Paul Jal, Budé-edition, 1984. Traducción latín-inglés por Jona Lendering & Andrew Smith.
- Memnón de Heraclea Póntica. Historia de Heraclea. Digitalizado en web Attalus. Basado en traducción griego-inglés de Andrew Smith, 2004. Véase cap. 22-40.
- Mestrio Plutarco. Vida de Lúculo. Parte de Vidas paralelas. Digitalizado por UChicago. Basado en Basada en traducción de griego-inglés por Bernadotte Perrin, volumen II de la Loeb Classical Librery, 1914. En español en Imperium.
- Mestrio Plutarco. Dichos de los romanos. Digitalizado por UChicago. Basado en la traducción griego-inglés por Frank Cole Babbitt, volumen III de la Moralia, según la edición de Loeb Classical Library, 1931.
- Sexto Julio Frontino. Estatagemas. Libro II. Digitalizado por UChicago. Basado en traducción latín-inglés por Charles E. Bennett, Loeb edition, 1925.
- Tito Livio. Periocas. Versión digitalizada en 2003 por Livius. Basada en The Latin Library corregida con la edición de Paul Jal, Budé-edition, 1984. Traducción latín-inglés por Jona Lendering & Andrew Smith. Es un índice y resumen de una edición del siglo IV de su obra Ab Urbe condita (hoy mayormente perdida).

### Modernas
- Ball, Warwick (2001). Rome in the East: The Transformation of an Empire. Londres: RoutledgeCurzon. ISBN 0-415-24357-2.
- Bournoutian, George A. (2006). A Concise History of the Armenian People. Costa Mesa: Mazda Publishers. ISBN 1-56859-141-1.
- Chahin, Mack (2001). The Kingdom of Armenia. London: RoutledgeCurzon. ISBN 0-7007-1452-9.
- Cowan, Ross & Adam Hook (2007). Roman Battle Tactics 109BC-AD313. University Park: Osprey Publishing. ISBN 1-84603-184-2.
- Holmes, T. Rice (1917). "Tigranocerta". Journal of Roman Studies, vol. VII.
- Kurdoghlian, Mihran (1994). En armenio: Badmoutioun Hayots. Tomo I «Historia de los armenios». Atenas: Hradaragoutioun Azkayin Oussoumnagan Khorhourti, pp. 67-76.
- Kurkjian, Vahan (1958). A History of Armenia. New York: Armenian General Benevolent Union of America.
- Manaseryan, Ruben (1985). En armenio: Տիգրանակերտի ճակատամարտ Մ.Թ.Ա. 69 «Batalla de Tigranocerta, 69 a. C.». Enciclopedia soviética de Armenia. Vol. XI. Ereván: Academia de Ciencias de Armenia.
- Mayor, Adrienne (2009). The Poison King: The Life and Legend of Mithradates, Rome's Deadliest Enemy. Princeton University Press. ISBN 9781400833429.
- Sherwin-White, Adrian N. (1994). "Lucullus, Pompey, and the East". En J. A. Crook, Andrew Lintott, Elizabeth Rawson (eds.). The Cambridge Ancient History Volume 9: The Last Age of the Roman Republic, 146-43 BC. Cambridge: Cambridge University Press. pp. 241. ISBN 0-5212-56038.
- Tashjian, James H. "Armenia after the fall of Urartu-Biaina to the birth of Christ". The Armenian Review, Núm. 10, otoño 1958, Hairenik Association.
- Wilcox, Peter (1986). Rome's Enemies (3): Parthians and Sassanid Persians. University Park: Osprey Publishing. ISBN 0-85045-688-6.